# Кмерско царство
Кмерско царство створено је 802. године, када је кмерски народ ујединио Џајаварман II. Оно је достигло је свој врхунац под Сурјаварманом I и Сурјаварманом II.
Кмерско царство је термин који историчари користе за Камбоџу од 9. до 15. века када је нација била хиндуистичко/будистичко царство у југоисточној Азији. Царство је себе називало Камбуја (санск. कम्बोज; старокмерски: កម្វុជ; кмерски: កម្ពុជ) или Камбујадеса (санск. कम्बुजदेश; старокмерски: កម្វុជទេឝ; кмерски: កម្ពុជទេស) што су били древни изрази за Камбоџу. Царство је израсло из бивших цивилизација Фунан и Ченла, понекад је владало и/или вазализовало већи део копна југоисточне Азије и делове Јужне Кине, протежући се од врха Индокинеског полуострва према северу до модерне провинције Јунан у Кини и од Вијетнама према западу до Мјанмара.
Вероватно је његова најзапаженија оставштина место Ангкор, у данашњој Камбоџи, кмерска престоница током зенита царства. Величанствени споменици Ангкора, попут Ангкор Вата и Бајона, сведоче о неизмерној моћи и богатству Кмерског царства, импресивној уметности и култури, архитектонској техници, достигнућима у естетици и разноврсним системима веровања којима је временом уживали покровитељство. Сателитска снимања открила су да је Ангкор, током свог врхунца у 11. до 13. веку, био највећи прединдустријски урбани центар на свету.

## Почеци
Кмери су око 400. године створили државу по имену Чен-ла, која је била најјача око 700. године под Џајаварманом I. Првобитно хиндуисти, Кмери су у то време прихватили будизам. Чен-ла је слабио, а након кратке јаванске окупације, раџа Џајаварман II је створио нову кмерску државу 802. године. Он је био бог-краљ или деваџараџа. Владао је из града званог Ангкор Том, близу језера Тонле Сап. Њихови текстови писани на палмином лишћу, или пергаменту су давно уништени, али се могу проучавати на основу хроника и резбарија у храму Ангкор Ват, и граду Ангкор Том.

## Врхунац и пад
Кмерске војске, које су можда имале стотине слонова, водиле су многе битке и освојиле већи део суседних земаља, укључујући Тајланд и јужни Вијетнам. То царство достигло је врхунац између 1010. и 1150. године, под Сурјаварманом Првим и Другим. У 13. веку народ се уморио од принудног рада, и кмерски систем је почео да се распада. Освајачке тајландске војске су 1444. године приморале Кмере да напусте Ангкор, и од тада је тим делом доминирала тајландска краљевина Сијам.

## Историја

### Формирање и раст

#### Џејавармен– оснивач Ангкора
Према инскрипцији Сдок Кок Том,‍:97‍:353–354 око 781 Индрапура је била прва престоница Џејавармена II, смештена у Банти Преј Нокору, у близини данашњег Компонг Чама. Након што се на крају вратио у свој дом, бившу краљевину Ченла, брзо је изградио свој утицај, освојио низ конкурентских краљева и 790. постао краљ краљевине коју су Кмери звали Камбуја. Затим је преселио свој двор северозападно у Махендрапарвату, далеко у унутрашњост северно од великог језера Тонле Сап.
Џејавармен II (802–835)‍:xiii, 59 широко се сматра краљем који је поставио темеље периода Ангкор у камбоџанској историји, почев од грандиозног ритуала посвећења који је 802. године извео на светој планини Махендрапарвата, сада познат као Фном Кулен, за прославу независности Камбује од места које натписи називају „Јава“. На тој церемонији принц Џејавармен II проглашен је универзалним монархом (камбоџански: Kamraten jagad ta Raja) или божјим краљем (санскрт: Deva Raja).‍:35 или „Господари планина“, отуда је концепт Дева Раџе или Бога краља привидно увезен са Јаве.‍:99–101
Он је прогласио себе Чакравартином у ритуалу преузетом из хиндуистичке традиције, чиме је не само постао божански постављен и стога неспорни владар, већ је истовремено прогласио независност свог царства од Јаве. Према неким изворима, Џејавармен II је неко време боравио на Јави за време владавине Сајлендра, У то време се сматра да је Сајлендрас владао Јавом, Суматром, Малајским полуострвом и деловима Камбоџе, око делте Меконга.
Први подаци о Џејавармену II  потичу из каменог натписа К.235 на стели у храму Сдок Кок Том, регион Исан, који датира из 1053. године. Прича се о два и по века службе коју су пружали чланови оснивачке породице храма кмерском двору, углавном као главни капелани хиндуистичке религије шајвизам.
Историчари воде дебату да ли „Јава” значи индонежанско острво Јава, Чампа или неко друго место. Према старијем утврђеном тумачењу, Џејавармен II је био принц који је живео на двору Сајлендра на Јави, и који је донео назад у свој дом уметност и културу јаванског двора у Камбоџу.‍:97 Ову класичну теорију су поново разматрали савремени научници као што су Клод Жак и Макл Викери, који су приметили да су Кмери термин chvea користили за опис Чампа, њихових блиских суседа. Штавише, Џејаварменова политичка каријера започела је у Вјадапури (вероватно Бантеј Преј Нокору) у источној Камбоџи, што чини сценарио дугогодишњих контаката са Чамима (чак и кроз окршаје, како сугерише натпис) вероватнијим од сценарија дугог боравка на далекој Јави. Коначно, многи рани храмови на Фном Кулену показују како чамски (нпр. Прасат Дамреј Крап), тако и јавански утицај (нпр. примитивна „планина-храм“ Арам Ронг Кен и Прасат Тмар Дап), мада се чини да је њихова асиметрична дистрибуција типично кмерска.